# Shake It Up (programa de televisión chino)
Shake It Up (chino simplificado: 舞林大会), es un programa chino transmitido del 22 de julio del 2018 hasta el 30 de septiembre del 2018, a través de Dragon Television.

## Formato
El programa reúne a varias celebridades de China (actores, cantantes, anfitriones y atletas) para competir en este concurso de danza. El programa adopta un nuevo y original sistema, en donde los bailarines pueden elegir entre una variedad de expresiones como hip-hop, danza estándar nacional, danza moderna, danza contemporánea, danza étnica y danza combinada.

## Participantes[3]
| Artista                     | Ocupación         | N.º de episodios | Duración |
| --------------------------- | ----------------- | ---------------- | -------- |
| Deng Lun                    | Actor             | -                | 2018     |
| Dilraba Dilmurat            | Actor             | -                | 2018     |
| Xu Weizhou                  | Actor             | -                | 2018     |
| Jackson Yee                 | Rapero            | -                | 2018     |
| Huang Xuan                  | Actor             | -                | 2018     |
| Sheng Yilun (Peter Sheng)   | Actor             | -                | 2018     |
| Ren Jialun                  | Actor             | -                | 2018     |
| Joker Xue                   | Cantante          | -                | 2018     |
| Joe Cheng (Zheng Yuanchang) | Actor             | -                | 2018     |
| Leo Wu (Wu Lei)             | Actor             | -                | 2018     |
| Huo Siyan                   | Actor             | -                | 2018     |
| Zheng Kai                   | Actor             | -                | 2018     |
| Hu Yitian                   | Actor             | -                | 2018     |
| Wallace Chung               | Actor             | -                | 2018     |
| Jiro Wang                   | Cantante          | -                | 2018     |
| Dong Li                     | Actor             | 1-2, 4           | 2018     |
| Mao Xiaotong (Rachel Momo)  | Actriz            | -                | 2018     |
| Neo Hou (Hou Minghao)       | Actor             | -                | 2018     |
| Wang Ziyi                   | Cantante          | -                | 2018     |
| Rainie Yang                 | Cantante          | -                | 2018     |
| Dong Jie                    | Actor             | -                | 2018     |
| Jerry Yan (Liao Yangzhen)   | Cantante          | -                | 2018     |
| Jane Zhang                  | Cantante          | -                | 2018     |
| Zhong Chuxi                 | Actor             | -                | 2018     |
| Victoria Song               | Cantante / Actriz | -                | 2018     |
| Jing Tian                   | Actriz            | -                | 2018     |
| Qin Lan                     | Actor             | -                | 2018     |
| Wu Xin                      | Actor             | -                | 2018     |
| Shan Qiao                   | Actor             | -                | 2018     |
| Angelababy                  | Actor             | -                | 2018     |

## Episodios
La primera temporada del programa estuvo conformado por 12 episodios, los cuales fueron emitidos todos los domingos a las 21:00hrs.

## Producción
El programa también es conocido como "Chinese: 新舞林大会" o "Let's Shake It".